# Landelijke Hypotheekbank
De Landelijke Hypotheekbank N.V. was een bank die in 1943 werd opgericht om het gemakkelijker te maken om hypotheken te verkrijgen voor de aankoop van geconfisqueerd Joods vastgoed. De bank werd opgericht door mr. Henri van Maasdijk en A.N.B.O.-directeur Dirk Hidde de Vries met geldelijke ondersteuning uit de Nederlandse staatskas door Meinoud Rost van Tonningen.

## Ontstaan
In 1941 werden Joden verplicht hun grondbezit aan te melden bij de NGV: ‘Niederländische Grundstücksverwaltung’ (Nederlandsche Administratie van Onroerend Goed). Onder dit grondbezit vielen zowel onroerend goed als stukken grond en hypotheken. Joods onroerend goed werd onder beheer gesteld van ‘Verwalters’ (beheerders). Huurders die panden bewoonden die toebehoorden aan Joodse eigenaren moesten vanaf dat moment de huurt storten op de bankrekening van de beheerders. Huizen waar Joden in woonden werden geconfisqueerd en verkocht. De opbrengst werd via de Vermögensverwaltungs- und Rentenanstalt (VVRA) doorgesluisd naar roofbank Lippmann, Rosenthal & Co.
Veel hypotheekbanken waren terughoudend in het verstrekken van hypotheken bedoeld voor de aankoop van zogenaamde ‘Jodenhuizen’. Om deze reden werd in 1943 de Landelijke Hypotheekbank opgericht. De bank werd opgericht door mr. Henri van Maasdijk en makelaar Dirk Hidde de Vries. De Vries was als directeur van het A.N.B.O. (Algemeen Nederlandsch Beheer van Onroerende Goederen) beheerder van Joods vastgoed en als makelaar betrokken bij de verkoop hiervan.
De bank is ontstaan uit de in 1905 opgerichte Delflandse Hypotheekbank. Op 6 december 1943 werd de naam van de bank gewijzigd naar Landelijke Hypotheekbank N.V. De bank richtte zich op het verstrekken van opbouwhypotheken, hypotheken voor kleine bedragen en de financiering van “uit voormalig joods bezit stammend onroerend goed”. De directeuren van de Landelijke Hypotheekbank waren bij de oprichting ir. A.J. Verbeek van der Sande uit Oosterbeek en Th. K. Abbing uit Den Haag. De financiering van de bank werd voor een groot gedeelte gedaan met geld uit de staatskas dat beschikbaar was gesteld door Meinoud Rost van Tonningen. Na de oorlog bleek dit te gaan om zo’n 24 miljoen gulden.